# 도고온천초등학교
도고온천초등학교는 대한민국 충청남도 아산시에 있는 공립 초등학교이다.

## 학교 연혁
- 1943년 6월 1일: 도고공립국민학교 신언분교장 설립
- 1949년 6월 1일: 도고온천공립국민학교 승격
- 1949년 9월 1일: 도고온천초등학교 개교[2]
- 1950년 3월 1일: 도고온천국민학교로 개칭
- 1980년 12월 10일: 도고온천국민학교병설유치원 인가
- 1996년 3월 1일: 도고온천초등학교로 개칭
- 2007년 3월 1일: 화장실 준공, 담장 허물기(화단조성), 과학실 환경개선
- 2007년 12월 12일: 교육사랑A/S운동실천 최우수교 표창(교육감)
- 2008년 6월 8일: 급식실 식탁ㆍ의자 교체, 컴퓨터실 바닥, 책걸상 교체
- 2008년 8월 26일: 학교평가(주기적 대상교) 우수교 표창(교육장)
- 2008년 9월 20일: 교문 및 진입로 확장
- 2008년 12월 20일: 교육사랑A/S운동실천 우수교 표창(교육감)
- 2011년 2월 15일: 제 61회 졸업식(6,257명)
- 2011년 3월 1일: 초등학교 7학급 유치원 1학급 편성
- 2012년 2월 11일: 제 61회 졸업식(6,257명)
- 2012년 12월 22일: 2012 학교육특성화 경진대회 최우수학교 표창(교육감)
- 2013년 2월 8일: 제64회 졸업장 수여식(졸업생 현황 총 6,301명)
- 2013년 12월 17일 :충남자율장학우수교(교육감)
- 2013년 12월 17일: 아산우수학교표창(교육감)
- 2013년 12월 30일: 충남예술교육선도학교표창(교육감)
- 2014년 2월 14일: 제65회 졸업장 수여식(졸업생 현황 총 6,326명)
- 2014년 12월 19일: 학교급식 우수학교 표창(교육감)
- 2016년 2월 5일: 제67회 졸업장 수여식(졸업생 현황 총 6,345명)
- 2016년 3월 1일: 초등학교 6학급 병설유치원 1학급 편성
- 2016년 3월 1일: 디지털교과서 시범적용 및 효과에 관한 연구학교 운영(2/2)
- 2016년 3월 2일: 2016학년도 입학식(유치원 5명, 1학년 12명)
- 2017년 3월 1일: 초등학교 6학급, 유치원 1학급 편성

- 2017년 3월 1일 ~ 2018년 행복나눔학교 운영
- 2018년 2월 9일: 제69회 졸업장 수여식(총 6,367명)

## 참고 자료
- 도고온천초등학교 - 한국교육학술정보원 학교알리미